# Émile Roberge
 (décembre 2020).
Si vous disposez d'ouvrages ou d'articles de référence ou si vous connaissez des sites web de qualité traitant du thème abordé ici, merci de compléter l'article en donnant les références utiles à sa vérifiabilité et en les liant à la section « Notes et références ».
Émile Roberge, éducateur, écrivain et poète québécois, est né à Bonsecours, en Estrie, en 1929. Il fit ses études pédagogiques et littéraires à l'Université de Montréal et enseigna à Montréal et en Estrie. Il fut sous-directeur du Collège Saint-Michel de Compton et directeur-fondateur du Cégep de Granby Haute-Yamaska, puis professeur au même Cégep. En 2019, la nouvelle salle du conseil d'administration du Cégep de Granby est devenue «Salle Émile Roberge».
Il a été membre de la Société des poètes québécois et vice-président de l'Association provinciale des professeurs de français. De plus, il a collaboré au Dictionnaire des œuvres littéraires du Québec et organisa, à Granby, une soirée de poésie présidée par Gaston Miron. Il a aussi présidé à la remise du prix Gaston-Gouin, de l'association des écrivain(e)s des Cantons de l'Est et il participa au Festival international de poésie de Trois-Rivières (2012 et 2018).
Émile Roberge s'est également impliqué dans plusieurs organismes, dont la présidence de la Société nationale des Québécois de Shefford, de l'association de Granby et ses Villes jumelées et de l'Association Québec-France de la Haute-Yamaska qu'il avait démarrée en 1978. Il a été le 5e président national (1982-85) de cette association. À ce titre, il fut co-président du congrès international de Saint-Malo, France. De plus, il a collaboré à la revue Neuve-France pendant plusieurs années.

## Œuvres
- La France à la québécoise (coauteur avec André Bergeron) (guide touristique), éd. du Jour, 1989
- ...mais amour (poésie), éd. de la Paix, 1992
- Sur la place publique (essai littéraire), éd. de la Paix, 1995
- Noces dans les Sentiers (poésie), éd. Humanitas, 1999
- L'Aube d'un siècle (poésie), éd. Humanitas, 2009
- Les Mémoires d'Émile (récit), éd. Lyrelou, 2013
- Goûts de racines et d'étoiles (poésie), éd. Parlures d'ici, 2017
- Les braises fument encore suivi de Toute une classe de poètes disparus (poésie), Parlures d'ici, 2017

## Honneurs
- «Bourse Émile-Roberge» du Cégep de Granby
- Grand  prix  de poésie de l'Enclave des Papes Haut-Comtat, Valréas, France, 1988
- Prix international de poésie de la Ville d'Arles, France, 1989
- Diplôme d'honneur international à Vaison-la-Romaine, France, 1991
- Désigné membre d'honneur de l'association Québec-France en 1992
- «ROBERGE, Émile», in Dictionnaire des poètes d'ici (de 1606 à nos jours), Guérin, 2001, p. 908
- "La Voix de l'Excellence", décerné par le quotidien La Voix de L'Est, 5 mai 2006
- Certificat de reconnaissance, Membre méritoire de l'association Québec-France, 2 nov. 2013
- Inauguration de la «Salle Émile Roberge» au Cégep de Granby, en 2019
- Certificat de membre honoraire, 50e anniversaire du Réseau Québec-France, 2021